# Pseudochromis
Pseudochromis – rodzaj ryb z rodziny diademkowatych (Pseudochromidae).

## Klasyfikacja
Gatunki zaliczane do tego rodzaju:
| - Pseudochromis aldabraensis - Pseudochromis alticaudex - Pseudochromis ammeri - Pseudochromis andamanensis - Pseudochromis aureolineatus - Pseudochromis aurulentus - Pseudochromis bitaeniatus - Pseudochromis caudalis - Pseudochromis chrysospilus - Pseudochromis coccinicauda - Pseudochromis colei - Pseudochromis cometes - Pseudochromis cyanotaenia - Pseudochromis dilectus - Pseudochromis dixurus - Pseudochromis dutoiti - Pseudochromis eichleri - Pseudochromis elongatus - Pseudochromis erdmanni - Pseudochromis flammicauda - Pseudochromis flavivertex - Pseudochromis flavopunctatus - Pseudochromis fowleri - Pseudochromis fridmani | - Pseudochromis fuligifinis - Pseudochromis fuscus - Pseudochromis howsoni - Pseudochromis jace - Pseudochromis jamesi - Pseudochromis kolythrus - Pseudochromis kristinae - Pseudochromis leucorhynchus - Pseudochromis linda - Pseudochromis litus - Pseudochromis lugubris - Pseudochromis luteus - Pseudochromis madagascariensis - Pseudochromis magnificus - Pseudochromis marshallensis - Pseudochromis matahari - Pseudochromis melanurus - Pseudochromis melas - Pseudochromis mooii - Pseudochromis moorei - Pseudochromis natalensis - Pseudochromis nigrovittatus - Pseudochromis oligochrysus | - Pseudochromis olivaceus - Pseudochromis omanensis - Pseudochromis persicus - Pseudochromis perspicillatus - Pseudochromis pesi - Pseudochromis pictus - Pseudochromis punctatus - Pseudochromis pylei - Pseudochromis quinquedentatus - Pseudochromis ransonneti - Pseudochromis reticulatus - Pseudochromis rutilus - Pseudochromis sankeyi - Pseudochromis socotraensis - Pseudochromis springeri - Pseudochromis steenei - Pseudochromis striatus - Pseudochromis tapeinosoma - Pseudochromis tauberae - Pseudochromis tigrinus - Pseudochromis tonozukai - Pseudochromis viridis - Pseudochromis wilsoni |

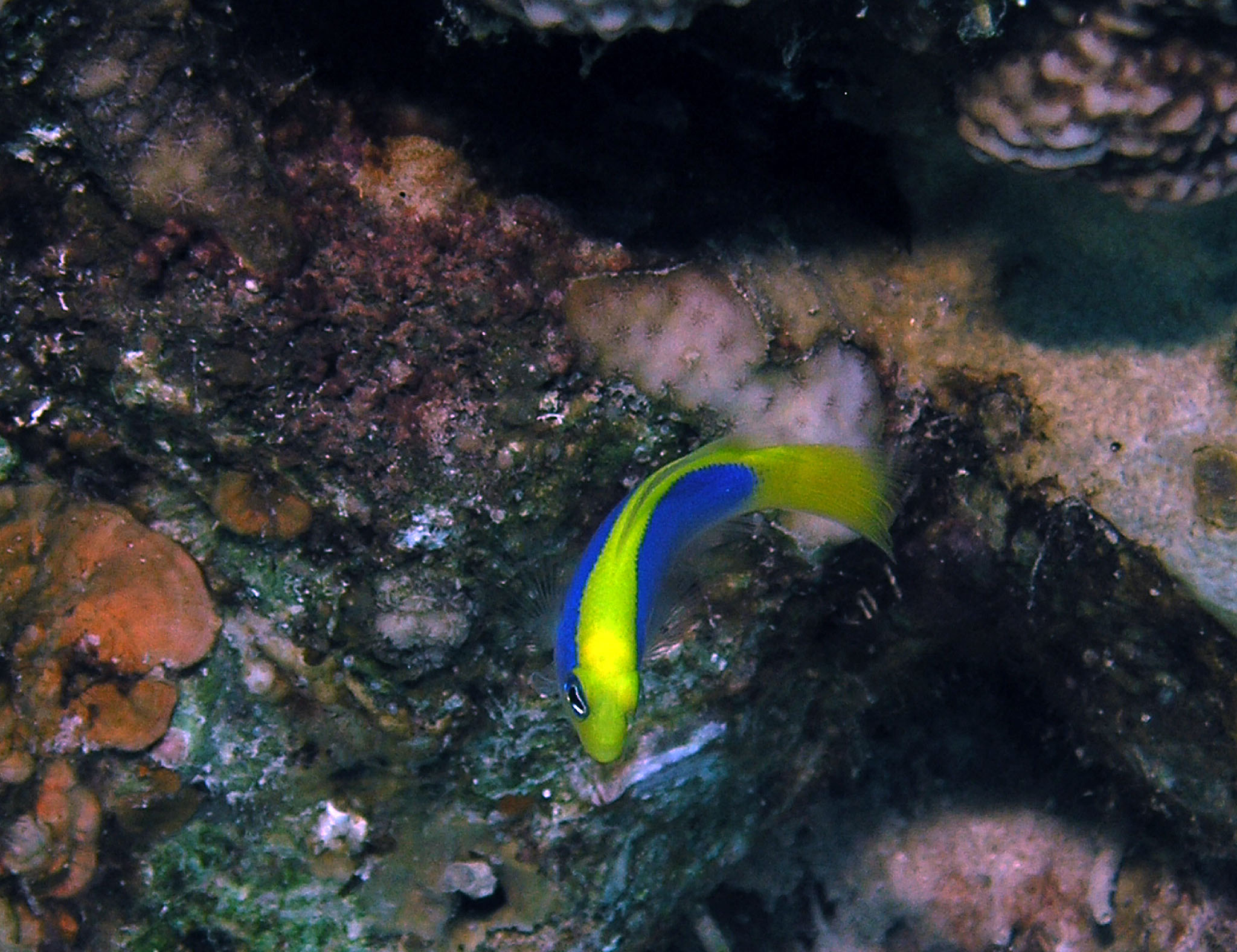
Pseudochromis flavivertex
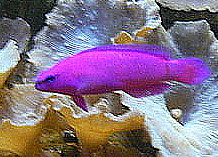
Pseudochromis fridmani
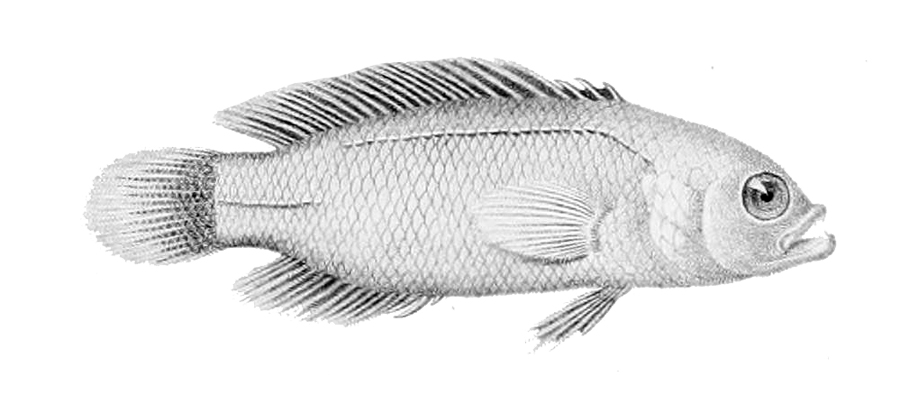
Pseudochromis fuscus
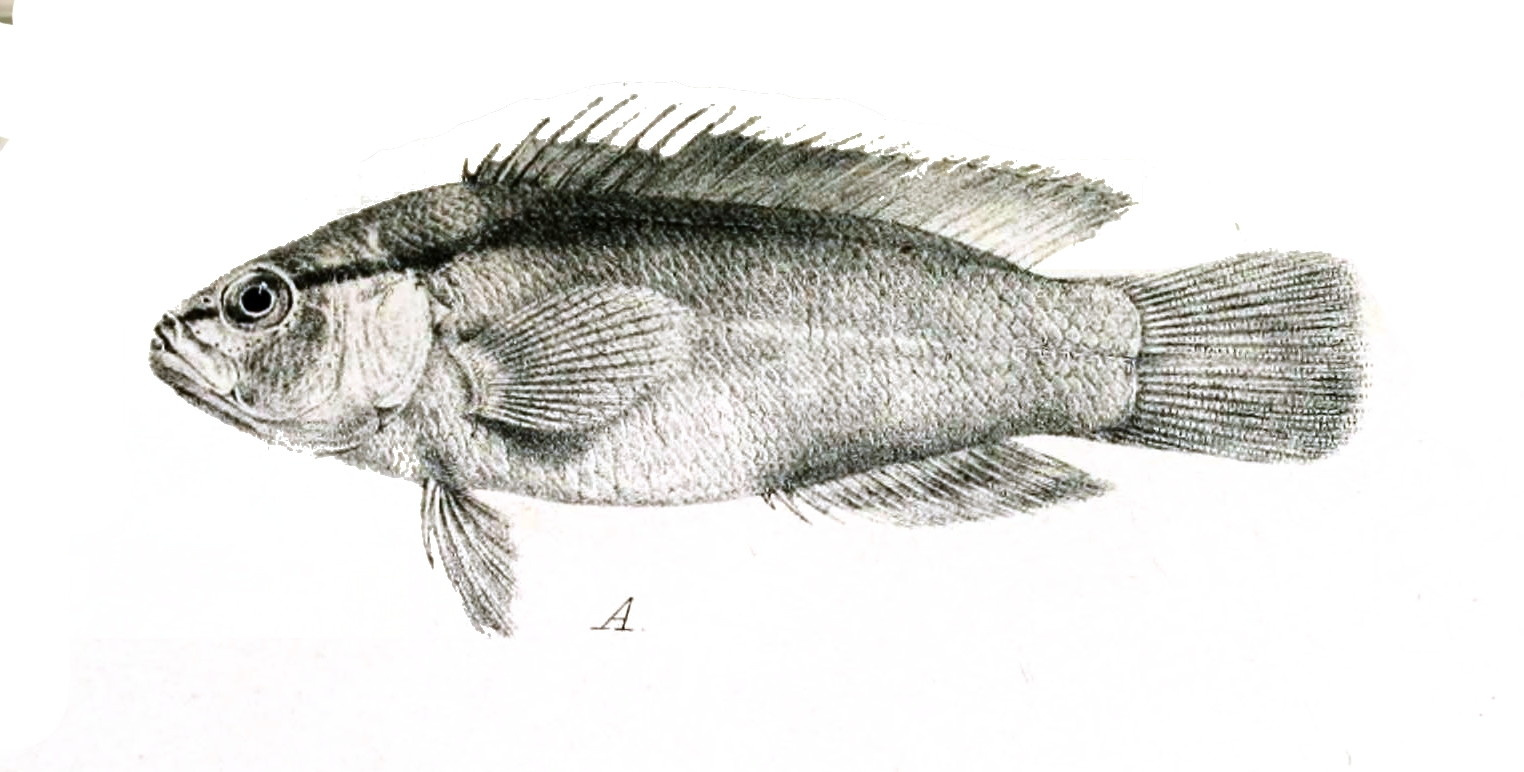
Pseudochromis perspicillatus
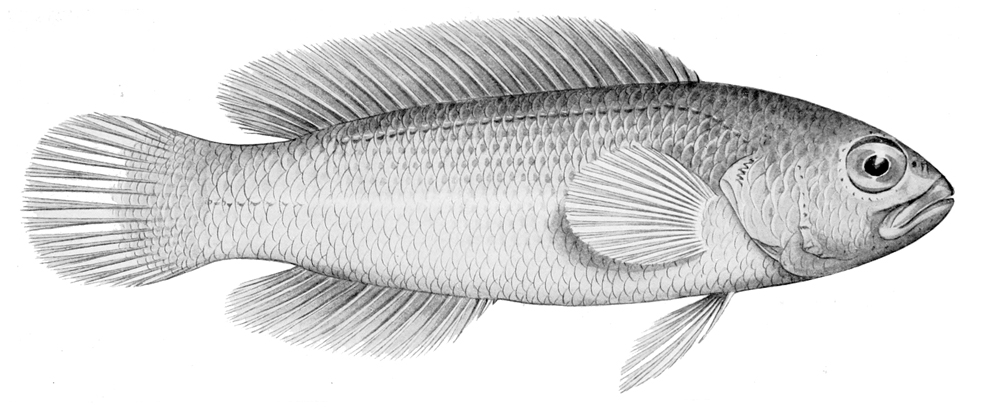
Pseudochromis quinquedentatus
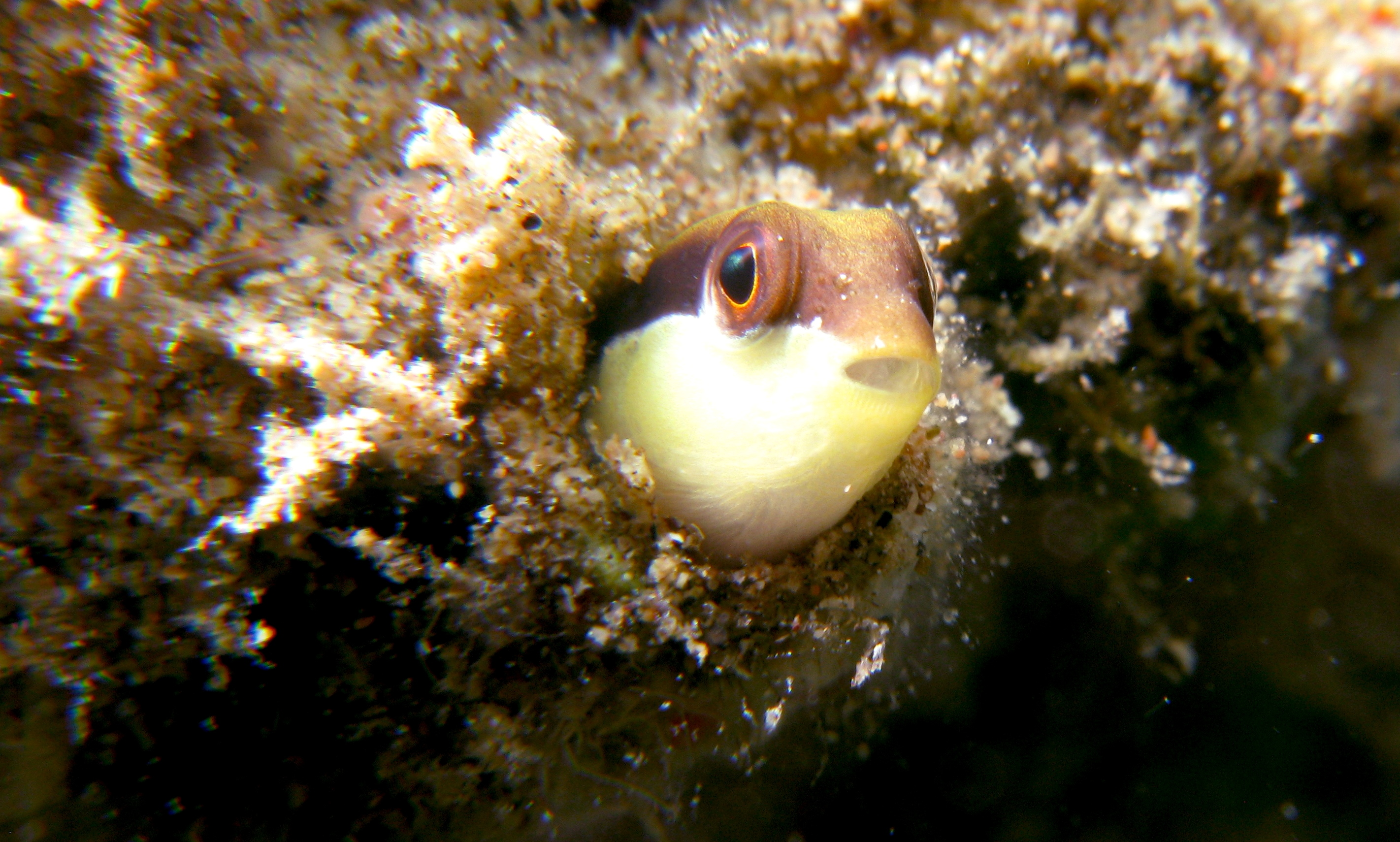
Pseudochromis sankeyi
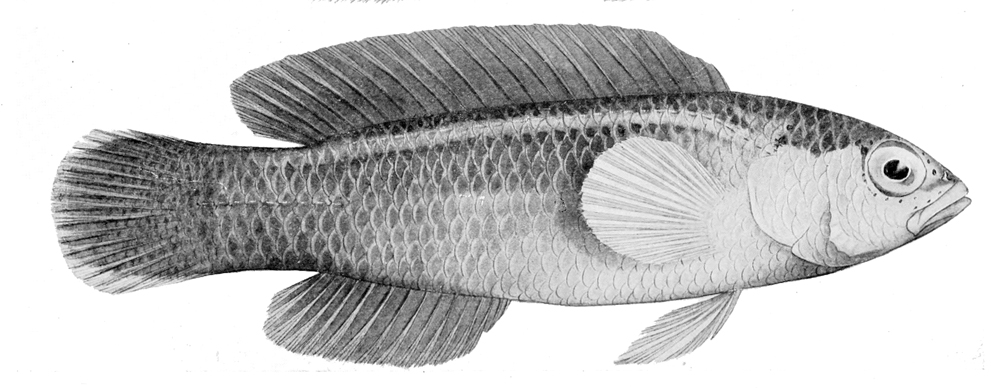
Pseudochromis tapeinosoma